# Haley Lu Richardson
Haley Lu Richardson (Phoenix, Arizona, 1995. március 7. –) amerikai színésznő. 
Leghíresebb szerepe Stella Grant a Két lépés távolság című filmből. 2001–2011 között a Cannedy Dance Company táncosa volt. Saját márkája a Hooked by Haley Lu, amely kiegészítőket gyárt. 2022-ben A Fehér Lótusz második évadjában kapott főszerepet.

## Élete és pályafutása
Az arizonai Phoenix-ben született. Kezdetben kisebb mellékszerepei voltak táncosként filmekben. Később egy-két epizódos szerepei voltak sorozatokban. 2011-ben Arizonából Hollywoodba költözött. 
2013-ban az Escape from Polygamy című tévéfilmben játszotta első főszerepét, Julianát.

## Filmográfia

### Film
| Év   | Magyar cím                           | Eredeti cím                | Szerep          | Magyar hang   |
| ---- | ------------------------------------ | -------------------------- | --------------- | ------------- |
| 2012 |                                      | Meanamorphosis (rövidfilm) | Cameron         |               |
| 2014 |                                      | The Last Survivors         | Kendal          |               |
| 2014 |                                      | The Young Kieslowski       | Leslie Mallard  |               |
| 2015 | Tökéletlen talajfogás                | The Bronze                 | Maggie Townsend | Lamboni Anna  |
| 2015 |                                      | Follow                     | Viv             |               |
| 2016 | Egy magányos tinédzser               | The Edge of Seventeen      | Krista          | Gyöngy Zsuzsa |
| 2016 | Széttörve                            | Split                      | Claire Benoit   | Czető Zsanett |
| 2017 | Columbus                             | Columbus                   | Casey           |               |
| 2018 |                                      | The Chaperone              | Louise Brooks   |               |
| 2018 | A végső hadművelet                   | Operation Finale           | Sylvia Hermann  |               |
| 2018 |                                      | Support the Girls          | Maci            |               |
| 2019 | Két lépés távolság                   | Five Feet Apart            | Stella Grant    | Rudolf Szonja |
| 2020 | Nemterhes                            | Unpregnant                 | Veronica Clarke | Földes Eszter |
| 2021 | Búcsú Yangtól                        | After Yang                 | Ada             |               |
| 2021 | Montanai történet                    | Montana Story              | Erin            |               |
| 2023 | Vajon létezik szerelem első látásra? | Love at First Sight        | Hadley Sullivan | Gáspár Kata   |

### Televízió
| Év        | Magyar cím                               | Eredeti cím                       | Szerep               | Megjegyzések                                          |
| --------- | ---------------------------------------- | --------------------------------- | -------------------- | ----------------------------------------------------- |
| 2012      |                                          | Up in Arms                        | táncos / koreográfus | 1 epizód                                              |
| 2012      |                                          | Christmas Twister                 | Kaitlyn              | tévéfilm                                              |
| 2013      |                                          | Adopted                           | Destiny              | leadatlan próbaepizód                                 |
| 2013      | Indul a risza!                           | Shake It Up                       | táncos               | 1 epizód                                              |
| 2013      |                                          | Escape from Polygamy              | Julina               | tévéfilm                                              |
| 2013–2014 | Ravenswood, az elátkozott város          | Ravenswood                        | Tess Hamilton        | 5 epizód                                              |
| 2014      | Kínos                                    | Awkward                           | Mackenzie            | 1 epizód                                              |
| 2015      | Esküdt ellenségek: Különleges ügyosztály | Law & Order: Special Victims Unit | Jenna Davis          | 1 epizód                                              |
| 2015      |                                          | Your Family or Mine               | Maya                 | 1 epizód                                              |
| 2015      |                                          | Mortal Kombat X: Generations      | Cassie Cage          | 1 epizód                                              |
| 2016      |                                          | Recovery Road                     | Ellie Dennis         | 6 epizód                                              |
| 2019      | Szeplőtelen Jane                         | Jane the Virgin                   | Charlie              | 2 epizód                                              |
| 2022      | A Fehér Lótusz                           | The White Lotus                   | Portia               | - főszereplő (2. évad) - magyar hangja: - Gáspár Kata |